# Conca de París (geologia)

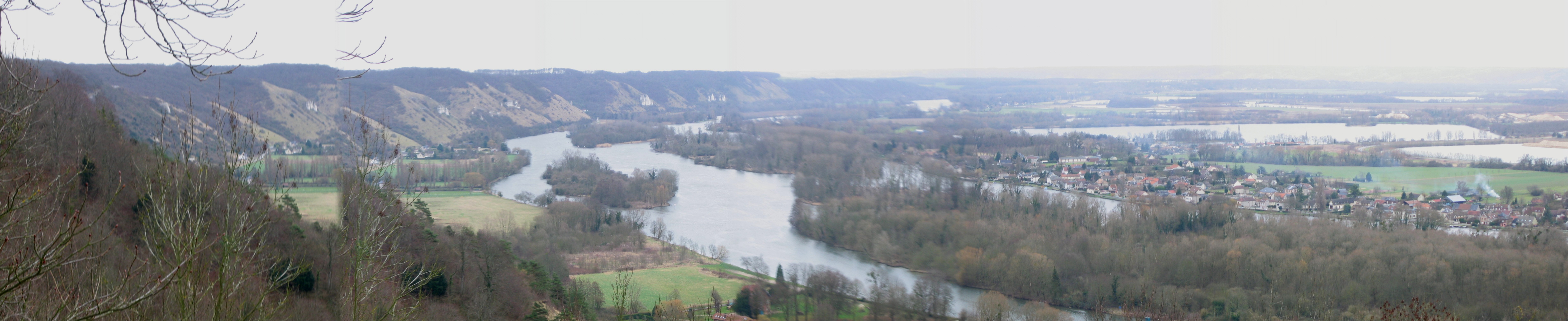
L'altiplà de Normandia i la vall al·luvial del Sena

La Conca de París és una de les principals regions geològiques de França, s'ha desenvolupat des del Triàsic en un subsol format per l'orogènesi varisca.

## Extensió
La regió que normalment es contempla com Conca de París, és menor que la superfície formada per l'estructura geològica. El primer ocupa el centre de la meitat nord del país, excloent l'est de França. Aquest últim s'estén des dels turons al sud de Calais a Poitiers i de Caen a la vora de la vall del Rin Mitjà, a l'est de Saarbrücken.

## Geografia
El paisatge és en planes i altiplans d'alçada limitada. Al sud-est i l'est de la plana de Champagne i el Seuil de Bourgogne (Llindar de Borgonya) l'erosió diferencial dels estrats ha deixat escarpes baixes amb la immersió pendents cap al centre. La naturalesa canviant de les argiles, calcàries i guix dona lloc a les característiques de les regions com Champagne humide (Champagne humida), Champagne Pouilleuse (Champagne pobra), el Pays de Caux i Pays de Bray.

## Estructura
La conca de París és una conca sedimentària de roques sedimentàries. Se superposa a estrats geològics pertorbats per l'orogènesi varisciana i forma un bol poc profund i ampli en el qual es van establir els successius dipòsits marins al llarg de períodes des del Triàsic al Pliocè. L'extensió general disminueix amb el pas del temps.
A l'oest, els estrats plegats per la pujada varisca sorgeix per sota dels dipòsits marins més recents als turons de Bretanya i, a l'est, el Massís de les Ardenes, Hunsrück i Vosges. Al sud, limita amb el Massís Central i Morvan Cap al nord, enllaça amb els estrats del llit del Canal de la Mànega i el sud-est d'Anglaterra. Altres límits es troben en les crestes dels dipòsits més recents i escarpes, com el de Côte d'Or (en una falla alpina) i els pujols d'Artois, que se superposen al marge del Massís Londres-Brabant.